# Adalram
Adalram, mort le 4 janvier 836 à Salzbourg était le deuxième archevêque de Salzbourg et abbé du monastère de Saint-Pierre.
Adalram fut d´abord nommé archidiacre en 817. En 819, il succéda à Arno en tant qu´archevêque. Le 23 octobre 821, il consacra une nouvelle fois la «Cella Maximiliana» de Bischofshofen qui avait été détruite par des Slaves l´année précédente. Il se rendit ensuite à Rome avec une recommandation de l´empereur Louis le Pieux pour recevoir le pallium le 13 novembre 824. Adalram s´est en particulier employé à l´évangélisation. Pour cela, il utilisa souvent la langue du peuple, surtout donc le slave. Il consacra lui-même l´église d´Ipusa (aujourd´hui Winklarn en Basse-Autriche) et en 828, la première église de Slovaquie à Nitra. Une autre église est connue à Traismauer (à cette époque, Tresma, Basse-Autriche) où eu lieu en 833 le baptême de l´ex-prince de Nitra, Pribina. Après sa mort, il fut remplacé par Liupram.

## Liens
- Ressource relative à la religion :   - Catholic Hierarchy
- Notice dans un dictionnaire ou une encyclopédie généraliste :   - Deutsche Biographie
- Notices d'autorité :   - VIAF
  - GND